# Hilaria cenchroides
Hilaria cenchroides är en gräsart som beskrevs av Carl Sigismund Kunth. Hilaria cenchroides ingår i släktet Hilaria och familjen gräs. Inga underarter finns listade i Catalogue of Life.